# Liste der Abgeordneten zum Kärntner Landtag (19. Gesetzgebungsperiode)
Diese Liste der Abgeordneten zum Kärntner Landtag (19. Gesetzgebungsperiode) listet alle Abgeordneten zum Kärntner Landtag in der 19. Gesetzgebungsperiode auf. Die Gesetzgebungsperiode dauerte von der konstituierenden Sitzung des Landtags am 1. Juni 1956 bis zur Angelobung des nachfolgenden Landtags 1960.
Nach der Landtagswahl 1956 entfielen von den 36 Mandaten 18 auf die Sozialistische Partei Österreichs (SPÖ), 12 auf die Österreichische Volkspartei (ÖVP), 5 auf die Freiheitliche Partei Österreichs (FPÖ) und 1 Mandat auf Kommunisten und Linkssozialisten (KLS). Durch die geringe Mandatszahl hatte die KLS jedoch keinen Klubstatus.
Der Landtag wählte am 1. Juni 1956 die Landesregierung Wedenig IV und wählte zudem in dieser Sitzung Erich Suchanek (SPÖ), Josef Eberhard (SPÖ) und Josef Salcher (ÖVP) zu Mitgliedern des Bundesrats.

## Funktionen

### Landtagspräsidenten
Die Ämter des Landtagspräsidenten und seiner beiden Stellvertreter wurde nach dem Wahlergebnis im Proporzsystem vergeben. Das Amt des Ersten Landtagspräsidenten übernahm wie in der vorangegangenen Gesetzgebungsperiode Jakob Sereinigg von der SPÖ. Zweiter Präsident wurde Josef Ritscher (ÖVP), Dritter Präsident Rudolf Tillian (SPÖ). Die Bestimmung der Landtagspräsidenten erfolgte dabei nicht durch eine Wahl, sondern durch die ausreichend unterzeichneten Wahlvorschläge der Landtagsklubs SPÖ und ÖVP.

### Klubobleute
Im Klub der Sozialistischen Partei übernahm Wilhelm Ebner die Funktion des Klubobmanns, als sein Stellvertreter wirkte Leo Lukas. Zum Fraktionsobmann des „Klubs der ÖVP“ wurde Wolfgang Mayrhofer gewählt, sein Stellvertreter war Hermann Gruber. Im Klub der FPÖ übernahm Hubert Knaus die Rolle des Klubobmanns, zu seinem Stellvertreter war Friedrich Hirn gewählt worden.

### Landtagsabgeordnete
| Name                | Fraktion | Anmerkung |
| ------------------- | -------- | --- |
| Ebner Wilhelm       | SPÖ      | |
| Einspieler Valentin | ÖVP      | |
| Engl Rupert         | ÖVP      | am 9. Juli 1959 für Hermann Gruber angelobt                                                                             |
| Ferlitsch Hans      | ÖVP      | Niederlegung des Mandats in der Landtagssitzung am 18. Juli 1956 in der Folge der Wahl in die Landesregierung verkündet |
| Filipot Rudolf      | SPÖ      | |
| Fritz Walther       | ÖVP      | |
| Gruber Hermann      | ÖVP      | Niederlegung des Mandats auf Grund seiner Wahl in den Nationalrat am 9. Juli 1959 verkündet                             |
| Herke Hans          | SPÖ      | Niederlegung des Mandats auf Grund seines Nationalratmandats in der Landtagssitzung am 18. Juli 1956 verkündet          |
| Hirn Friedrich      | FPÖ      | |
| Huber Reinhold      | FPÖ      | |
| Kanzian Josef       | SPÖ      | |
| Karisch Alois       | ÖVP      | |
| Kazianka Johann     | KPÖ      | |
| Kerstnig Hans       | SPÖ      | |
| Knaus Hubert        | FPÖ      | |
| Korger Heinrich     | ÖVP      | |
| Krassnig Matthias   | SPÖ      | |
| Lukas Leo           | SPÖ      | |
| Mayrhofer Wolfgang  | ÖVP      | |
| Medlin Eduard       | ÖVP      | |
| Moser Albin         | ÖVP      | am 18. Juli 1956 für ein Regierungsmitglied angelobt                                                                    |
| Pansi Herbert       | SPÖ      | am 18. Juli 1956 für Hans Herke angelobt                                                                                |
| Pawlik Hans         | SPÖ      | |
| Petschnik Aurelie   | SPÖ      | |
| Plangger Hermann    | SPÖ      | |
| Poscharnig Rupert   | SPÖ      | |
| Preßlauer Ernst     | FPÖ      | am 25. März 1958 für Hans Rohr angelobt                                                                                 |
| Rader Hans          | FPÖ      | |
| Ritscher Josef      | ÖVP      | |
| Rohr Hans           | FPÖ      | Niederlegung des Mandats in der Landtagssitzung am 25. März 1958 verkündet                                              |
| Scheiber Hans       | SPÖ      | |
| Schleinzer Karl     | ÖVP      | |
| Schober Hans        | SPÖ      | |
| Seitschnig Franz    | ÖVP      | |
| Sereinigg Jakob     | SPÖ      | |
| Silla Erich         | FPÖ      | ab 29. Oktober 1956 (Vorgänger nicht genannt)                                                                           |
| Sima Hans           | SPÖ      | |
| Sodat Stefan        | ÖVP      | am 18. Juli 1956 für ein Regierungsmitglied angelobt                                                                    |
| Tillian Rudolf      | SPÖ      | |
| Truppe Thomas       | ÖVP      | Niederlegung des Mandats in der Landtagssitzung am 18. Juli 1956 in der Folge der Wahl in die Landesregierung verkündet |
| Wedenig Ferdinand   | SPÖ      | |
| Wit Karl            | SPÖ      | |

## Ausschüsse
Nach der Angelobung der Landtagsabgeordneten wurden vom Kärntner Landtag am 1. Juni 1956 acht Ausschüsse gebildet. Die acht Ausschüsse waren der Rechts- und Verfassungs-Ausschuss, der Finanzausschuss, der Bauausschuss, der Land- und Forstwirtschafts-Ausschuss, der Schul- und kommunalpolitische Ausschuss, der Sozialpolitische Ausschuss, der Ausschuss der gewerblichen Wirtschaft und der Minderheitenausschuss. Die Zahl der Abgeordneten pro Ausschuss wurden auf sieben Mitglieder begrenzt, wobei die SPÖ jeweils vier Mitglieder, die ÖVP zwei Mitglieder und die FPÖ ein Mitglied pro Ausschuss stellte.